# Verdrehschutz
Der sogenannte Verdrehschutz (in der Verkabelungstechnik auch Verdrillschutz genannt) wird üblicherweise technisch dadurch realisiert, dass eine spezielle Baugruppe oder Komponente in eine umfassendere Konstruktion integriert wird, die ein falsches Einsetzen oder ungewolltes Verdrehen verhindert. 
Der Verdrehschutz kommt in einer Vielzahl an technischen Anwendungen vor, etwa bei Duschschläuchen, bei elektrischen Einbauteilen (etwa an Steckbuchsen, Schaltern oder Potentiometern für den Schalttafel-Einbau), an Sanitär-Einbauteilen und an Kunststoff-Pferdehufbeschlägen.
Im weitesten Sinne stellen Verdrehschutzkomponenten passive Bauelemente auf dem Gebiet der Sicherheitstechnik dar. Je nach Anwendungsfall können sie der Verhinderung technischer Defekte dienen, unter Umständen sogar der Verhütung von Unfällen.